# Tubądzin
Tubądzin – wieś w Polsce położona w województwie łódzkim, w powiecie sieradzkim, w gminie Wróblew.
W latach 1975–1998 miejscowość administracyjnie należała do województwa sieradzkiego.

## Części wsi
| SIMC    | Nazwa  | Rodzaj    |
| ------- | ------ | --------- |
| 0719990 | Nacki  | część wsi |
| 0720007 | Rudnik | część wsi |

## Historia
Wieś położona w odległości 15 km od Sieradza w kierunku pn.-zach., według legendy założona już w XIII w. przez rycerza Tubąda. Pierwsza wzmianka pisana pochodzi z 1392 r. W XVI w. Tubądzin należał do Rudnickich Lis, Radońskich h. Ogończyk, potem – Iwańskich, Wężyków, Zbijewskich, Nieniewskich, a od 1886 r. do Henryka Hirsza vel Tykocinera. W 1891 r. na licytacji majątek ten nabył Kazimierz Colonna Walewski z Inczewa dla swego syna Kazimierza Stanisława Walewskiego (1867–1940).
Dwór w Tubądzinie zbudowany został przed 1796 r. przez Macieja Zbijewskiego Rola, kasztelana konarskiego sieradzkiego. Jest to budynek w stylu klasycystycznym, usadowiony na planie prostokąta, piętrowy. Dach czterospadowy, łamany, z okapem wspartym na kroksztynach. Ostatni właściciel dworu – Kazimierz Walewski urządził tu archiwum rodu Walewskich, na które składały się zbiory rodzinnych dokumentów, 132 portrety i szereg różnych pamiątek po członkach tego rodu. Znajdowała się tu też bogato wyposażona biblioteka, starodruki z XVI–XVIII w., zbiory archeologiczne. Po zajęciu Polski przez Niemców w 1939 r. majątki: w sąsiednim Inczewie i w Tubądzinie oddane zostały w zarząd Niemca Mauve Lutza. K. Walewski pozostał wprawdzie w jednym pokoju we dworze, lecz wkrótce zmarł (3 III 1940 r.). Część zbiorów przepadła, większość jednak została uratowana, a to dzięki Rudolfowi Weinertowi – Austriakowi, przedwojennemu kustoszowi Muzeum Ziemi Sieradzkiej, który podpisał volkslistę. Po wojnie zbiory Walewskiego zostały rozdzielone między Archiwum Państwowe w Łodzi i Muzeum w Sieradzu. Dwór po wojnie został kompletnie zniszczony: zostały tylko mury, gdy w 1971 r. przystąpiono do jego odbudowy. Remont trwał 13 lat. W 1984 r. otwarto w nim Muzeum Wnętrz Dworskich (od 1998 r. Muzeum Walewskich) jako filię Muzeum Okręgowego w Sieradzu. Główną atrakcją jest tu ekspozycja portretu sarmackiego z XVII, XVIII i pocz. XIX w. ze zbiorów Kazimierza Walewskiego. W pd. części parku stoi także oficyna dworska, pierwotnie z 1860 r., odbudowana od podstaw i przeznaczona na zaplecze administracyjne muzeum. Otaczający założenie dworskie park o pow. 3,54 ha powstał na przełomie XVIII/XIX w. Rosną w nim pomnikowe okazy drzew, m.in. lipa szerokolistna, modrzew europejski, wiąz szypułkowy, 9 egz. jesionu wyniosłego, białodrzew. Park jest odtwarzany po zniszczeniach epoki realnego socjalizmu.
W głębi wsi murowany kościół św. Wawrzyńca z 1900 r., zbudowany na miejscu drewnianego z 1726 r. Erekcja parafii przed 1416 r. W ołtarzu głównym obraz Matki Boskiej z XVII w. Wota z 1738 r. z postacią św. Rocha i fundatora oraz z 1761 r. z wizerunkiem Matki Boskiej i fundatorów. Chrzcielnica z 1709 r. Poza tym obrazy i rzeźby z XVIII i XIX w. W archiwum księgi metrykalne od 1799 r. Obok kościoła dzwonnica z 1901 r. Na niej dzwon z 1628 r. z h. Lis i napisem łacińskim, który w tłumaczeniu brzmi: „Chwała samemu Bogu. Szlachetny Pan Chryzostom Liskowski z Rudnika, dziedzic w Tubądzinie ufundował ten dzwon w roku Pańskim 1628 ku uczczeniu św. Wojciecha”. Obok kościoła oryginalna kapliczka z końca XVIII w. Przy kościele, wśród licznych ustawionych tu głazów są kamienie przeniesione z pobliskiego Bartochowa, gdzie na wyspie zwanej Radością kazała je ustawić Konstancja Biernacka, autorka wydanej w 1829 r. pierwszej encyklopedii dla dzieci. Na jednym z kamieni wyryte są fragmenty poematu Ogrody, pióra XVII-wiecznego poety Jacques’a de Lille.
W latach 1912–1914 nauczycielem szkoły powszechnej w Tubądzinie był Michał Kobyliński, który rozpoczął tam nauczanie w języku polskim, za co został ukarany naganą przez inspektora oświaty.

## Zabytki
Według rejestru zabytków Narodowego Instytutu Dziedzictwa na listę zabytków wpisane są obiekty:
- zespół dworski, XVIII/XIX w.:
  - dwór, nr rej.: 852 z 28.12.1967
  - oficyna, nr rej.: 853 z 28.12.1967
  - park, nr rej.: 854 z 28.12.1967
  - aleja dojazdowa, nr rej.: 62/P-XIII-8 z 27.10.1948 oraz 1152 z 14.06.1974

 Przez Tubądzin przebiega szlak pieszy i rowerowy
 szlak im. Władysława Reymonta (pieszy)